# Football Club Lausanne-Sport 2022-2023
Questa voce raccoglie le informazioni riguardanti il Football Club Lausanne-Sport nelle competizioni ufficiali della stagione 2022-2023.

## Stagione
Nella stagione 2022-2023 il Losanna, allenato da Ludovic Magnin, concluse il campionato di Challenge League al 2º posto. In Coppa Svizzera il Losanna fu eliminato agli ottavi di finale dallo Young Boys.

## Rosa
| N. |                        | Ruolo | Calciatore          |
| -- | ---------------------- | ----- | ------------------- |
| 1  | Svizzera (bandiera)    | P     | Thomas Castella     |
| 2  | Svizzera (bandiera)    | D     | Simone Grippo       |
| 3  | Inghilterra (bandiera) | D     | Archie Brown        |
| 5  | Germania (bandiera)    | D     | Berkay Dabanlı      |
| 7  | Croazia (bandiera)     | C     | Stjepan Kukuruzović |
| 10 | Svizzera (bandiera)    | C     | Olivier Custodio    |
| 11 | Senegal (bandiera)     | A     | Aliou Baldé         |
| 12 | Germania (bandiera)    | C     | Gianluca Gaudino    |
| 13 | Svizzera (bandiera)    | C     | Nassim Zoukit       |
| 16 | Svizzera (bandiera)    | C     | Mayka Okuka         |
| 20 | Svizzera (bandiera)    | D     | Chris Kablan        |
| 21 | Svizzera (bandiera)    | P     | Raphael Spiegel     |
| 24 | Francia (bandiera)     | C     | Antoine Bernède     |

| N. |                                 | Ruolo | Calciatore         |
| -- | ------------------------------- | ----- | ------------------ |
| 28 | Giappone (bandiera)             | C     | Toichi Suzuki      |
| 34 | Svizzera (bandiera)             | D     | Raoul Giger        |
| 37 | Francia (bandiera)              | D     | Mickaël Nanizayamo |
| 50 | Svizzera (bandiera)             | P     | Anton Ekstrand     |
| 51 | Svizzera (bandiera)             | D     | Anel Husic         |
| 71 | Svizzera (bandiera)             | D     | Karim Sow          |
| 77 | Svizzera (bandiera)             | C     | Dominik Schwizer   |
| 80 | Portogallo (bandiera)           | C     | Alvyn Sanches      |
| 91 | Francia (bandiera)              | P     | Melvin Mastil      |
| 96 | Francia (bandiera)              | A     | Brighton Labeau    |
| 98 | Inghilterra (bandiera)          | A     | Trae Coyle         |
| 99 | Bosnia ed Erzegovina (bandiera) | A     | Aldin Turkeš       |

## Organigramma societario
Area tecnica
- Allenatore: Ludovic Magnin
- Allenatore in seconda: Manu Hervás
- Preparatore dei portieri: Florent Delay
- Preparatori atletici:

## Calciomercato

### Sessione estiva
| Acquisti | Acquisti           | Acquisti             | Acquisti |
| R.       | Nome               | da                   | Modalità |
| -------- | ------------------ | -------------------- | -------- |
| D        | Berkay Dabanlı     | Kocaelispor          |          |
| D        | Stéphane Cueni     | Stade Lausanne-Ouchy |          |
| C        | Olivier Custodio   | Lugano               |          |
| P        | Anton Ekstrand     | Losanna U21          |          |
| C        | Gianluca Gaudino   | Altach               |          |
| D        | Raoul Giger        | Aarau                |          |
| A        | Brighton Labeau    | Stade Lausanne-Ouchy |          |
| D        | Mickaël Nanizayamo | Altach               |          |
| C        | Dominik Schwizer   | Thun Berner Oberland |          |
| P        | Raphael Spiegel    | Winterthur           |          |

| Cessioni | Cessioni         | Cessioni       | Cessioni |
| R.       | Nome             | a              | Modalità |
| -------- | ---------------- | -------------- | -------- |
| C        | Diogo Mendes     | Bulle          |          |
| D        | Stéphane Cueni   | Wil            |          |
| C        | Maxen Kapo       | Étoile Carouge |          |
| D        | Diogo Dos Santos | Bulle          |          |
| A        | Hicham Mahou     | Lugano         |          |
| D        | Sofiane Alakouch | Metz           |          |
| A        | Zeki Amdouni     | Basilea        |          |
| P        | Mory Diaw        | Clermont Foot  |          |
| A        | Mayron George    | Pau            |          |
| C        | Jean N'Guessan   | Nîmes          |          |
| C        | Brahima Ouattara | Nizza (CFA)    |          |
| A        | Rodrigo Pollero  | Bellinzona     |          |
| C        | Adrien Trebel    | Anderlecht     |          |

### Sessione invernale
| Acquisti | Acquisti        | Acquisti   | Acquisti |
| R.       | Nome            | da         | Modalità |
| -------- | --------------- | ---------- | -------- |
| A        | Aliou Baldé     | Dordrecht  |          |
| D        | Chris Kablan    | SK Beveren |          |
| C        | Antoine Bernède | Salisburgo |          |

| Cessioni | Cessioni             | Cessioni        | Cessioni |
| R.       | Nome                 | a               | Modalità |
| -------- | -------------------- | --------------- | -------- |
| C        | Tristan Diaz Negrone | Bavois          |          |
| A        | Florian Hysenaj      | Bavois          |          |
| C        | Marvin Spielmann     | Xamax Neuchâtel |          |
| C        | Goduine Koyalipou    | Avranches       |          |

## Risultati

### Challenge League

#### Prima fase, girone di andata
| Arbitro: | Gianforte |

|                |           |  |
| Cortelezzi 66’ | Marcatori |  |

| Arbitro: | Kanagasingam |

|                                                       |           |               |
| Sanches 11’ Labeau 24’, 75’ Koyalipou 78’ (rig.), 90’ | Marcatori | 21’ Bobadilla |

| Arbitro: | Thies |

|                  |           |                        |
| Vladi 88’ (rig.) | Marcatori | 22’ Sanches 65’ Labeau |

| Losanna 7 agosto 2022, ore 16:30 CEST 4ª giornata | Losanna | 0 – 0 referto | Stade Lausanne-Ouchy | Stadio della Tuilière (5 386 spett.)\| Arbitro: \| Thies \| |
| Arbitro:                                          | Thies   |               |                      |                                                             |

| Arbitro: | Wolfensberger |

|  |           |                  |
|  | Marcatori | 44’ (rig.) Coyle |

| Arbitro: | Gianforte |

|                           |           |           |
| Coyle 30’ Labeau 60’, 79’ | Marcatori | 90’ Hadzi |

| Arbitro: | Horisberger |

|                          |           |  |
| Ndongo 34’ Castroman 54’ | Marcatori |  |

| Arbitro: | Huwiler |

|                          |           |                        |
| Labeau 6’, 46’ Giger 14’ | Marcatori | 35’ Sauthier 61’ Beyer |

| Arbitro: | Cibelli |

|                                             |           |  |
| Sanches 11’ Suzuki 43’ Coyle 60’ Labeau 67’ | Marcatori |  |

#### Prima fase, girone di ritorno
| Arbitro: | Bieri |

|                             |           |            |
| Hadji 27’ (rig.) Garcia 90’ | Marcatori | 42’ Grippo |

| Arbitro: | Staubli |

|                                |           |                    |
| Koyalipou 45’ (rig.) Okuka 72’ | Marcatori | 82’ (rig.) Nuzzolo |

| Arbitro: | Schärli |

|          |           |  |
| Ndau 79’ | Marcatori |  |

| Arbitro: | Kanagasingam |

|                        |           |                 |
| Sanches 19’ Labeau 32’ | Marcatori | 76’ Kyeremateng |

| Arbitro: | Thies |

|                                                     |           |  |
| Hautier 8’ Koné 23’ Kabacalman 90’ (rig.) Vishi 90’ | Marcatori |  |

| Sciaffusa 4 novembre 2022, ore 20:15 CET 15ª giornata | Sciaffusa | 0 – 0 referto | Losanna | wefox Arena (1 020 spett.)\| Arbitro: \| Gianforte \| |
| Arbitro:                                              | Gianforte |               |         |                                                       |

| Arbitro: | von Mandach |

|            |           |                |
| Labeau 55’ | Marcatori | 41’ Cortelezzi |

| Arbitro: | Kanagasingam |

|              |           |  |
| Rastoder 49’ | Marcatori |  |

| Arbitro: | Gianforte |

|                        |           |                   |
| Gaudino 14’ Labeau 31’ | Marcatori | 55’, 90’ Gjorgjev |

#### Seconda fase, girone di andata
| Arbitro: | von Mandach |

|                         |           |                                   |
| Hadji 14’ Hajrulahu 79’ | Marcatori | 32’, 47’ Suzuki 37’, 90’ Schwizer |

| Arbitro: | Kanagasingam |

|                                         |           |                  |
| Labeau 3’, 14’ Custodio 61’ Gaudino 73’ | Marcatori | 6’ (rig.) Fazliu |

| Arbitro: | Piccolo |

|                            |           |                                  |
| Del Toro 13’ Spielmann 68’ | Marcatori | 24’ Labeau 52’ Bernède 84’ Brown |

| Arbitro: | Huwiler |

|            |           |                |
| Labeau 35’ | Marcatori | 77’ Cortelezzi |

| Arbitro: | Kanagasingam |

|          |           |                       |
| Ndau 90’ | Marcatori | 50’ Suzuki 89’ Labeau |

| Losanna 5 marzo 2023, ore 16:30 CET 24ª giornata | Losanna | 0 – 0 referto | Vaduz | Stadio della Tuilière (3 550 spett.)\| Arbitro: \| Drmic \| |
| Arbitro:                                         | Drmic   |               |       |                                                             |

| Arbitro: | von Mandach |

|                   |           |                      |
| Müller 90’ (rig.) | Marcatori | 45’ Brown 77’ Labeau |

| Arbitro: | Staubli |

|                |           |                                         |
| Nanizayamo 51’ | Marcatori | 4’ Kyeremateng 54’ Santos 61’ Jankewitz |

| Arbitro: | Kanagasingam |

|                     |           |  |
| Labeau 3’ Baldé 90’ | Marcatori |  |

#### Seconda fase, girone di ritorno
| Arbitro: | Odiet |

|           |           |  |
| Souza 25’ | Marcatori |  |

| Arbitro: | Dudic |

|                |           |               |
| Baldé 33’, 51’ | Marcatori | 30’ Hajrulahu |

| Arbitro: | Drmic |

|              |           |            |
| Xhemajli 87’ | Marcatori | 48’ Labeau |

| Arbitro: | Huwiler |

|           |           |               |
| Brown 63’ | Marcatori | 47’ Bobadilla |

| Arbitro: | Fähndrich |

|           |           |  |
| Beyer 59’ | Marcatori |  |

| Arbitro: | Dudic |

|                       |           |              |
| Brown 29’ Sanches 75’ | Marcatori | 62’ Bakayoko |

| Arbitro: | Gianforte |

|                                   |           |                            |
| Bertone 19’ Santos 63’ Bamert 90’ | Marcatori | 15’ Baldé 22’, 89’ Sanches |

| Arbitro: | Wolfensberger |

|                    |           |  |
| Baldé 9’ Brown 85’ | Marcatori |  |

| Arbitro: | Horisberger |

|                                 |           |                     |
| Fazliu 45’ (rig.) Cvetković 77’ | Marcatori | 8’ Grippo 15’ Coyle |

### Coppa Svizzera
| Arbitro: | Horisberger |

|  |           |                               |
|  | Marcatori | 7’ Coyle 15’, 30’, 40’ Labeau |

| Arbitro: | Bieri |

|                             |           |                                |
| Labeau 24’ Turkeš 90’, 114’ | Marcatori | 8’ (aut.) Husic 36’ Marchesano |

| Arbitro: | Cibelli |

|              |           |                                                        |
| Custodio 32’ | Marcatori | 4’ Rrudhani 11’ Blum 68’ Fassnacht 74’ Sierro 85’ Elia |

## Statistiche

### Statistiche di squadra
| Competizione     | Punti | In casa | In casa | In casa | In casa | In casa | In casa | In trasferta | In trasferta | In trasferta | In trasferta | In trasferta | In trasferta | Totale | Totale | Totale | Totale | Totale | Totale | DR  |
| Competizione     | Punti | G       | V       | N       | P       | Gf      | Gs      | G            | V            | N            | P            | Gf           | Gs           | G      | V      | N      | P      | Gf     | Gs     | DR  |
| ---------------- | ----- | ------- | ------- | ------- | ------- | ------- | ------- | ------------ | ------------ | ------------ | ------------ | ------------ | ------------ | ------ | ------ | ------ | ------ | ------ | ------ | --- |
| Challenge League | 61    | 18      | 11      | 6       | 1       | 37      | 17      | 18           | 6            | 4            | 8            | 21           | 26           | 36     | 17     | 10     | 9      | 58     | 43     | +15 |
| Coppa Svizzera   | -     | 2       | 1       | 0       | 1       | 4       | 7       | 1            | 1            | 0            | 0            | 4            | 0            | 3      | 2      | 0      | 1      | 8      | 7      | +1  |
| Totale           | 61    | 20      | 12      | 6       | 2       | 41      | 24      | 19           | 7            | 4            | 8            | 25           | 26           | 39     | 19     | 10     | 10     | 66     | 50     | +16 |

### Andamento in campionato
| Giornata  | 1 | 2 | 3 | 4 | 5 | 6 | 7 | 8 | 9 | 10 | 11 | 12 | 13 | 14 | 15 | 16 | 17 | 18 | 19 | 20 | 21 | 22 | 23 | 24 | 25 | 26 | 27 | 28 | 29 | 30 | 31 | 32 | 33 | 34 | 35 | 36 |
| --------- | - | - | - | - | - | - | - | - | - | -- | -- | -- | -- | -- | -- | -- | -- | -- | -- | -- | -- | -- | -- | -- | -- | -- | -- | -- | -- | -- | -- | -- | -- | -- | -- | -- |
| Luogo     | T | C | T | C | T | C | T | C | C | T  | C  | T  | C  | T  | T  | C  | T  | C  | T  | C  | T  | C  | T  | C  | T  | C  | C  | T  | C  | T  | C  | T  | C  | T  | C  | T  |
| Risultato | P | V | V | N | V | V | P | V | V | P  | V  | P  | V  | P  | N  | N  | P  | N  | V  | V  | V  | N  | V  | N  | V  | P  | V  | P  | V  | N  | N  | P  | V  | N  | V  | N  |
| Posizione | 8 | 4 | 2 | 3 | 2 | 1 | 1 | 2 | 1 | 2  | 1  | 1  | 1  | 4  | 4  | 4  | 4  | 4  | 4  | 3  | 3  | 3  | 3  | 3  | 3  | 3  | 2  | 2  | 2  | 3  | 2  | 3  | 2  | 2  | 2  | 2  |

Legenda:

Luogo: C = Casa; T = Trasferta. Risultato: V = Vittoria; N = Pareggio; P = Sconfitta.

### Statistiche dei giocatori
| Giocatore      | Challenge League | Challenge League | Challenge League | Challenge League | Coppa Svizzera | Coppa Svizzera | Coppa Svizzera | Coppa Svizzera | Totale   | Totale | Totale      | Totale     |
| Giocatore      | Presenze         | Reti             | Ammonizioni      | Espulsioni       | Presenze       | Reti           | Ammonizioni    | Espulsioni     | Presenze | Reti   | Ammonizioni | Espulsioni |
| -------------- | ---------------- | ---------------- | ---------------- | ---------------- | -------------- | -------------- | -------------- | -------------- | -------- | ------ | ----------- | ---------- |
| A. Balde       | 14               | 5                | 2                | 0                | 0              | 0              | 0              | 0              | 14       | 5      | 2           | 0          |
| A. Bernède     | 17               | 1                | 2                | 0                | 0              | 0              | 0              | 0              | 17       | 1      | 2           | 0          |
| A. Brown       | 34               | 5                | 7                | 1                | 2              | 0              | 0              | 0              | 36       | 5      | 7           | 1          |
| T. Castella    | 31               | 0                | 3                | 0                | 1              | 0              | 0              | 0              | 32       | 0      | 3           | 0          |
| T. Coyle       | 22               | 4                | 2                | 0                | 2              | 1              | 0              | 0              | 24       | 5      | 2           | 0          |
| S. Cueni       | 0                | 0                | 0                | 0                | 0              | 0              | 0              | 0              | 0        | 0      | 0           | 0          |
| O. Custodio    | 33               | 1                | 10               | 0                | 3              | 1              | 1              | 0              | 36       | 2      | 11          | 0          |
| B. Dabanlı     | 25               | 0                | 4                | 2                | 3              | 0              | 1              | 0              | 28       | 0      | 5           | 2          |
| A. Ekstrand    | 0                | 0                | 0                | 0                | 0              | 0              | 0              | 0              | 0        | 0      | 0           | 0          |
| G. Gaudino     | 25               | 2                | 2                | 0                | 3              | 0              | 0              | 0              | 28       | 2      | 2           | 0          |
| R. Giger       | 33               | 1                | 8                | 0                | 3              | 0              | 0              | 0              | 36       | 1      | 8           | 0          |
| S. Grippo      | 16               | 2                | 8                | 0                | 0              | 0              | 0              | 0              | 16       | 2      | 8           | 0          |
| A. Husic       | 29               | 0                | 8                | 1                | 2              | 0              | 1              | 0              | 31       | 0      | 9           | 1          |
| F. Hysenaj     | 0                | 0                | 0                | 0                | 1              | 0              | 0              | 0              | 1        | 0      | 0           | 0          |
| C. Kablan      | 10               | 0                | 2                | 1                | 0              | 0              | 0              | 0              | 10       | 0      | 2           | 1          |
| G. Koyalipou   | 12               | 3                | 1                | 0                | 2              | 0              | 0              | 0              | 14       | 3      | 1           | 0          |
| S. Kukuruzović | 8                | 0                | 0                | 0                | 0              | 0              | 0              | 0              | 8        | 0      | 0           | 0          |
| B. Labeau      | 34               | 19               | 3                | 0                | 3              | 4              | 0              | 0              | 37       | 23     | 3           | 0          |
| M. Mastil      | 0                | 0                | 0                | 0                | 0              | 0              | 0              | 0              | 0        | 0      | 0           | 0          |
| D. Mendes      | 0                | 0                | 0                | 0                | 0              | 0              | 0              | 0              | 0        | 0      | 0           | 0          |
| M. Nanizayamo  | 23               | 1                | 4                | 1                | 1              | 0              | 2              | 0              | 24       | 1      | 6           | 1          |
| T. Negrone     | 2                | 0                | 0                | 0                | 2              | 0              | 0              | 0              | 4        | 0      | 0           | 0          |
| M. Okuka       | 24               | 1                | 2                | 0                | 1              | 0              | 0              | 0              | 25       | 1      | 2           | 0          |
| A. Sanches     | 33               | 7                | 5                | 1                | 3              | 0              | 2              | 0              | 36       | 7      | 7           | 1          |
| D. Schwizer    | 31               | 2                | 3                | 0                | 3              | 0              | 0              | 0              | 34       | 2      | 3           | 0          |
| K. Sow         | 7                | 0                | 1                | 0                | 2              | 0              | 1              | 0              | 9        | 0      | 2           | 0          |
| R. Spiegel     | 7                | 0                | 1                | 0                | 3              | 0              | 0              | 0              | 10       | 0      | 1           | 0          |
| M. Spielmann   | 6                | 0                | 3                | 0                | 1              | 0              | 0              | 0              | 7        | 0      | 3           | 0          |
| T. Suzuki      | 30               | 4                | 6                | 1                | 3              | 0              | 0              | 0              | 33       | 4      | 6           | 1          |
| A. Turkeš      | 14               | 0                | 0                | 0                | 2              | 2              | 0              | 0              | 16       | 2      | 0           | 0          |
| N. Zoukit      | 11               | 0                | 1                | 0                | 1              | 0              | 0              | 0              | 12       | 0      | 1           | 0          |